# Charlotte Maihoff

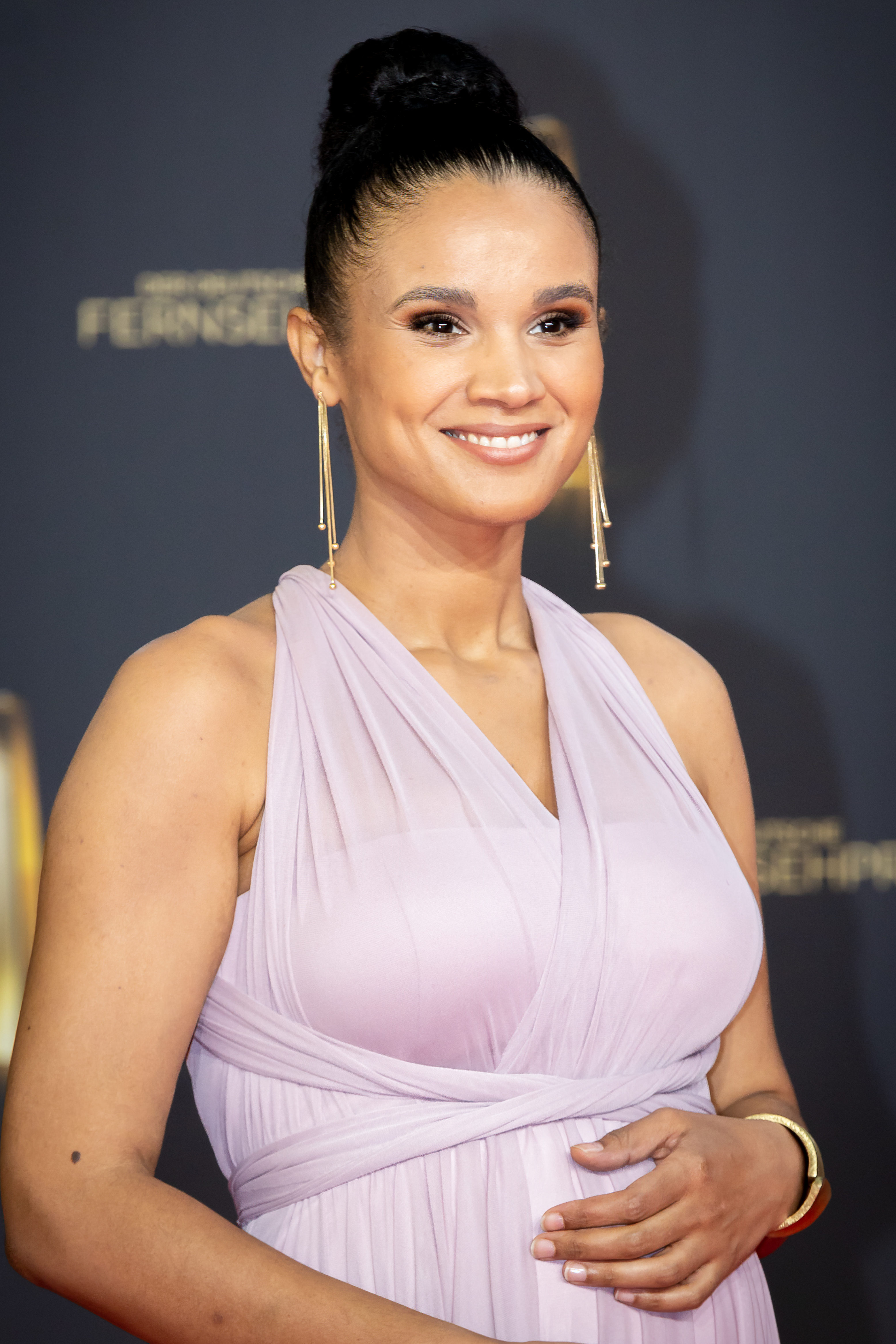
Charlotte Maihoff (2022)

Charlotte Andrea Maihoff (* 17. August 1982 in Neunkirchen (Saar)) ist eine deutsche Journalistin und Fernsehmoderatorin.

## Leben und Karriere
Charlotte Maihoffs Vater ist Ghanaer, ihre Mutter eine deutsche Ärztin.
Bereits vor dem Abitur am Deutsch-Französischen Gymnasium in Saarbrücken im Jahre 2001 arbeitete sie beim Jugendradio des Saarländischen Rundfunks (103.7 UnserDing) als Reporterin und Moderatorin. Sie moderierte außerdem Veranstaltungen und Podiumsdiskussionen. 2002 erhielt sie den Kurt-Magnus-Preis der ARD, unter anderem für eine Reportagereihe aus dem französischen Toulouse. Während des Studiums der Informationswissenschaft, Französischen Linguistik und Wirtschaftsinformatik an der Universität des Saarlandes folgten Stationen bei hr XXL in Frankfurt am Main, 1 Live in Köln und der politischen Livesendung Kanzlerbungalow im Fernsehen des WDR. Für ihre Magisterarbeit mit dem Titel Fuzzy Geschäftsprozessmodellierung erhielt Maihoff 2007 den Gerhard-Lustig-Preis für die beste informationswissenschaftliche Abschlussarbeit der Jahre 2005 bis 2007 aus dem deutschsprachigen Raum des Hochschulverbandes Informationswissenschaft (den dritten von drei Preisen unter sieben Bewerbern). Nach dem Studienabschluss zog Maihoff nach Hamburg zur Ausbildung an der Henri-Nannen-Schule. Praktikumsstationen waren unter anderem die Dresdener Lokalredaktion der Sächsischen Zeitung, das Magazin Stern und Spiegel TV.
2010 bis 2015 arbeitete Maihoff für die zentralen Nachrichten des Deutschlandfunks, schrieb und präsentierte Nachrichten für DRadio Wissen. Ab April 2010 moderierte sie die Fernsehnachrichtensendung aktuell des Saarländischen Rundfunks und präsentierte den Nachrichtenblock im aktuellen bericht. Im April 2014 wurde Maihoff Mitglied im Moderationsteam von tagesschau24 und war dann ab Oktober 2014 Sprecherin der Tagesschau. Vom Mai 2015 bis Juli 2017 moderierte sie auch das ARD Nachtmagazin. Am 5. August 2017 sprach sie das letzte Mal die Tagesschau und war auf tagesschau24 zu sehen. Seit dem 1. September 2017 gehört Maihoff zum Team von RTL aktuell und moderierte die Nachrichtensendung zum ersten Mal am 9. September 2017, am 7. Oktober 2021 zum ersten Mal das RTL Nachtjournal. Ab Juli 2024 – mit der Verabschiedung von Peter Kloeppel und Ulrike von der Groeben - verschwand sie aus den Nachrichtensendungen und kehrte im Juli 2025 als Wettermoderatorin von RTL aktuell zurück.
Mit dem Arbeitsstellenwechsel zog Maihoff 2017 von Hamburg nach Köln. Bis zu zwei Wochen im Monat lebte sie bis zum Russischen Einmarsch in die Ukraine auch in Moskau, wo ihr deutscher Ehemann arbeitete. Im März 2023 wurden sie Eltern eines Sohnes.